# Kimmel
Kimmel (în arabă كيمل) este o comună din provincia Batna, Algeria.
Populația comunei este de 4.355 de locuitori (2008).